# Neopomacentrus taeniurus
Neopomacentrus taeniurus е вид бодлоперка от семейство Pomacentridae.

## Разпространение и местообитание
Видът е разпространен в Австралия, Вануату, Индия, Индонезия, Кения, Китай, Мозамбик, Нова Каледония, Палау, Папуа Нова Гвинея, Провинции в КНР, Сейшели, Соломонови острови, Сомалия, Тайван, Танзания, Филипини, Хонконг и Шри Ланка.
Среща се на дълбочина от 1 до 18 m, при температура на водата от 28,1 до 29 °C и соленост 32,3 – 37,6 ‰.

## Описание
На дължина достигат до 10 cm.